# Order Zasługi Cywilnej (Bułgaria)
Order Zasługi Cywilnej (buł. Орден „За гражданска заслуга“) – bułgarskie odznaczenie państwowe  ustanowione w 1891.

## Historia
Order Zasługi Cywilnej został ustanowiony 2 sierpnia 1891 przez księcia Bułgarii Ferdynanda I. Ostatecznie został zniesiony przez komunistów rządzących w Ludowej Republice Bułgarii w latach 50. XX wieku. Nie znalazł się na liście orderów domowych króla Symeona III Koburga (zawiera ona jedynie trzy ordery: Cyryla i Metodego, św. Aleksandra i Czerwonego Krzyża).
W 2004 order został odnowiony jako odznaczenie Republiki Bułgarii, a nadawany jest przez prezydenta Bułgarii.
Order Zasługi Cywilnej jest przyznawany za wybitną służbę i zasługi w cywilnym życiu narodu. Order dzieli się na sześć klas dla mężczyzn i trzy dla kobiet (w wersji prezydenckiej jedynie na dwie). Ordery I, II i III klasy wersji królewskiej mogły być nadawane w wersji brylantowej, jako wyraz szczególnego uznania panującego wobec odznaczonego.
Podział wersji królewskiej:
- I klasa – Krzyż Wielki (od 1933[2])
- II klasa – Wielki Oficer
- III klasa – Komandor
- IV klasa – Oficer
- V klasa – Kawaler
- VI klasa – Krzyż Srebrny
- Krzyż dla Kobiet:
  - I Klasy
  - II Klasy
  - III Klasy[6].

Podział wersji republikańskiej od 2004:
- I Klasa (na trójkątnej wstążce z rozetką),
- II Klasa (na trójkątnej wstążce bez rozetki)[7].

## Opis odznaki
Odznaką Orderu Zasługi Cywilnej (przyznawanego przez monarchię bułgarską i króla Symeona II) jest pozłacany srebrny krzyż pizański z białej emalii. Pośrodku krzyża umieszczony jest medalion z czerwonej emalii ze stylizowanym monogramem Ferdynanda I i otoczką z białej emalii, na której znajduje się złoty napis po bułgarsku: ЗА ГРАЖДАНСКА ЗАСЛУГА (Za zasługę cywilną). Pomiędzy ramionami krzyża znajdują się gałązki dębowe z zielonej emalii, a nad odznaką orderu znajduje się złota korona (odznaczenia V i VI klasy istnieją zarówno z koroną jak i bez). Na rewersie odznaki widnieje napis 2 АВГУСТЪ 1891 (2 sierpnia 1891) i bułgarski lew z saską tarczą herbową nawiązującą do kraju pochodzenia fundatora (Sachsen-Coburg-Gotha).
Wersja orderu przyznawanego przez prezydenta Bułgarii różni się nieznacznie od wersji królewskiej. Na awersie inicjał królewski został zastąpiony bułgarskim lwem, zaś na rewersie orderu, zamiast daty fundacji i godła Bułgarii, znajduje się przepaska w bułgarskich barwach narodowych i napis РЕПУБЛИКА БЪЛГАРИЯ (Republika Bułgarii). Oba krzyże w wersji prezydenckiej zwieńczone są koroną, nieco różniącą się od tej sprzed 1946. Dla I klasy jest to korona złota, dla II zaś srebrna.
Gwiazda orderu przysługuje odznaczonym orderem I i II klasy (wersja królewska). Jest nią ośmioramienna gwiazda z czterema promienistymi ramionami z pozłacanego srebra ułożonymi na przemian z czterema ramionami ze srebra. Pośrodku gwiazdy znajduje się odznaka Orderu Zasługi Cywilnej. Wstążka orderu ma kolor biały z zieloną i karmazynową bordiurą wzdłuż obu brzegów.